# Gaetano Merola
Gaetano Merola (Nàpols (Campania, Itàlia), 4 de gener, 1881 – San Francisco (Estats Units), 30 d'agost, 1953), va ser un director d'orquestra i pianista italoamericà, fundador de l'Òpera de San Francisco.

## Biografia
Merola era fill d'un violinista, i va estudiar piano i direcció al Conservatori de San Pietro a Majella. Va emigrar als Estats Units el 1899, convertint-se en director assistent de la Metropolitan Opera de Nova York. En el mateix càrrec, va treballar a la companyia d'òpera Henry Wilson Savage de Boston i amb la San Carlo Opera Company. Oscar Hammerstein el va dirigir com a director de cor a la Manhattan Opera Company del Manhattan Center, on va romandre fins al 1910. Es va traslladar a Londres, on va ser director de l'Òpera de Londres abans de tornar a Nova York com a director d'opereta. Merola va dirigir les estrenes de set produccions, incloent-hi Naughty Marietta de Victor Herbert, The Firefly de Rudolf Friml amb Melville Stewart i Maytime de Sigmund Romberg, així com The Geisha de Sidney Jones i Lionel Monckton el 1913 a Nova York.

## Els anys de San Francisco
Va ser durant una gira amb la San Carlo Opera que Merola va començar a fer visites anuals a San Francisco. Va sentir per primera vegada Luisa Tetrazzini, una arribada recent a Amèrica, al Tivoli Opera House de la ciutat el 1906 i la va recomanar a Hammerstein. San Francisco tenia una llarga història de teatres d'òpera que es remuntava a la febre de l'or. Reconeixent el potencial de la ciutat com a important centre d'òpera, el 1921 Merola va decidir quedar-se a la Bay Area i va llançar la seva primera temporada d'òpera a la Bay Area el 1922 amb una temporada d'estiu de Carmen, Pagliacci i Faust a l'estadi de futbol de la Universitat Stanford, on van assistir més de 30.000 persones. Tot i que la temporada de Stanford va resultar en un dèficit, va seguir endavant i va fundar la San Francisco Opera Association l'any següent, 1923, adaptant el Civic Auditorium als seus propòsits. Va reclutar unes 2.000 persones i empreses locals per convertir-se en fundadors de la seva companyia d'òpera. El 1927, va presentar les estrenes locals de Tristany und Isolde i la nova Turandot, i en els anys següents, va presentar Falstaff, La Fanciulla del West i Die Meistersinger.

## Òpera del War Memorial
Durant anys, la ciutadania local havia parlat de construir un nou teatre d'òpera. Les conseqüències de la Primera Guerra Mundial també van despertar el desig d'honorar els herois de guerra de la ciutat amb un edifici per a veterans o un museu d'art. Finalment, aquestes idees es van fusionar en un projecte conjunt que havia de consistir en dos edificis d'estil pal·ladià. Un edifici albergaria un museu d'art amb sales per a veterans, mentre que l'altre seria la seu de l'Òpera de San Francisco de Merola. Es van assignar dos solars davant de l'Ajuntament per a la construcció, i els votants van aprovar una emissió de bons el 1927. A l'octubre de 1931, quan es van col·locar les dues pedres angulars, la crisi de la borsa i la consegüent Depressió havien reduït significativament els costos de construcció, i els dos edificis es van completar en un any per 5,5 milions de dòlars.
El War Memorial Opera House va obrir les portes el 15 d'octubre de 1932 amb una producció inaugural de Tosca protagonitzada per Claudia Muzio i Dino Borgioli (s'ha conservat una gravació primitiva del primer acte i s'inclou a la sèrie Romophone Muzio), seguida uns dies més tard per una encantadora Lily Pons de 27 anys a Lucia di Lammermoor. Amb una nova seu, la companyia de Merola va créixer ràpidament durant la seva primera dècada, produint el seu primer "Richard Wagner Ring Cycle" el 1935 protagonitzat per Kirsten Flagstad (en el seu primer Ring complet enlloc) i Lauritz Melchior, i presentant els directors Fritz Reiner el 1936 i Erich Leinsdorf el 1938.
Part de l'estratègia sudista de Merola era augmentar la temporada local de la seva companyia amb actuacions al Shrine Auditorium de Los Angeles. Havia estat soci en la formació de la Los Angeles Grand Opera, que va tenir un èxit des del 1924 fins al 1931. Amb la inauguració del War Memorial a l'octubre de 1932, Merola va signar un acord comercial amb l'empresari artístic de Los Angeles L.E. Behymer per presentar estrelles de l'Òpera de San Francisco en una temporada abreujada d'òperes produïdes localment. Així va ser com el públic de Los Angeles va escoltar Muzio i Borgioli a La traviata i Il trovatore i Pons a Lucia i Rigoletto pocs dies abans dels seus debuts al War Memorial. Altres produccions notables van incloure La núvia venuda amb Elisabeth Rethberg i un immens Le Coq d'Or el 1934. El 1937, Merola va desfer-se de tota pretensió de ser una companyia de Los Angeles i va establir formalment una llarga sèrie de visites anuals de la San Francisco Opera Association al Shrine Auditorium. Aquella primera temporada va incloure Lauritz Melchior i Kirsten Flagstad a Tristany und Isolde dirigits per Fritz Reiner, Melchior a Lohengrin, Pons i Ezio Pinza a Lakmé, Gina Cigna i Giovanni Martinelli a Aïda i Maria Jeritza a Tosca. El resultat va ser una sèrie ininterrompuda de representacions anuals a Los Angeles fins al 1965.

## Anys posteriors
El 1943, Merola va portar Kurt Herbert Adler a San Francisco per exercir inicialment com a mestre de cor; amb el temps, assumiria tasques addicionals com a director d'orquestra, director coral i cap adjunt. Adler havia estat assistent de Toscanini a Salzburg el 1936 i havia arribat als Estats Units el 1938. Merola també va continuar atraient nous cantants importants, sovint abans que haguessin actuat en altres grans teatres d'òpera americans. Entre els cantants notables que va presentar després de la Segona Guerra Mundial hi havia Tito Gobbi, Ferruccio Tagliavini, Elena Nikolaidi, Renata Tebaldi i Mario del Monaco. A més, va detectar i utilitzar talents de la Costa Oest, inclosa la soprano lírica Dorothy Warenskjold, que va descobrir mentre dirigia una emissió de ràdio Standard Hour a la Fira Estatal de Califòrnia a Sacramento.
A mesura que la seva salut i energia disminuïen durant la dècada següent, Merola va cedir cada cop més de les seves funcions a Adler, tot i que va romandre al capdavant de la companyia fins a la seva mort el 1953, una administració impressionant de 30 anys.
Va morir mentre dirigia un fragment de Madama Butterfly de Puccini durant un concert al Sigmund Stern Grove, un amfiteatre a l'aire lliure a l'oest de San Francisco on s'ofereixen concerts d'estiu gratuïts des del 1938.

## Programa de l'Òpera de Merola
Després de succeir Merola com a director general, Kurt Herbert Adler va establir el programa de formació de l'Òpera de San Francisco per a cantants i directors talentosos durant la temporada 1954–55. El 1957, el programa va ser anomenat oficialment Programa d'Òpera de Merola en honor del fundador de la companyia i director general durant molt de temps, Gaetano Merola. El Programa d'Òpera de Merola ofereix formació intensiva, coaching i classes magistrals durant onze setmanes cada estiu amb professionals establerts en els diversos camps operístics, i els seus nombrosos graduats han dut a terme importants carreres en l'òpera.